# Avies
Avies – nieistniejąca estońska linia lotnicza z siedzibą w Tallinnie. Głównym węzłem jest port lotniczy Tallinn.
W 2016 roku linia zaprzestała wszelkich operacji.